# The Sense of the Past
The Sense of the Past (em português, O sentido do passado) é um romance inacabado de Henry James publicado em 1917, um ano após a morte do autor. Este romance estranho trata de viagem no tempo e é uma comédia de costumes. Um jovem americano troca de lugar com um ancestral remoto na Inglaterra do começo do século XIX, e encontra muitas complicações em seu novo meio.

## Enredo
O jovem Ralph Pendrel, de Nova Iorque, escreve um belo ensaio sobre a leitura da história. O ensaio impressiona tanto um parente inglês distante que ele deixa de herança para Ralph uma casa do século XVIII em Londres. Pendrel vai a Londres e explora a casa completamente. Ele se sente voltar ao passado assim que crusa o alpendre. Lá, ele contra o retrato de um ancestral remoto, também chamado Ralph Pendrel. O retrato ganha vida e os dois homens se encontram.
Posteriormente, o jovem Pendrel vai ao embaixador americano em Londres e tenta narrar-lhe estas estranhas ocorrências. Ele volta à casa misteriosa, pisa no alpendre, e se encontra no começo do século XIX. Neste ponto dramático, o romance, que James escrevia em 1900, para. James retomou o romance em 1914 com cenas de Ralph encontrando seus ancestrais, uma vez que assumiu o lugar do outro. Ele descobre que está noivo de um desses parentes, Molly Midmore, mas percebe que é atraído a irmã dela, Nan. Ele encontra também a mãe de Molly, e seu irmão desagradável, e o pretendente de Nan, Sir Cantopher Bland.
O romance é interrompido aqui completamente. James deixou notas extensas sobre como o romance continuaria: Nan descobriria que Ralph é um viajante do futuro; ela sacrificaria sua própria felicidade para ajudá-lo a voltar ao seu tempo e Aurora Coyne, uma mulher que havia rejeitado Ralph, o aceitaria, então.